# WR 20a
WR 20a (UBV M 40466) es un sistema estelar en la constelación de Carina. Está asociado al cúmulo estelar Westerlund 2, situado a unos 7,9 kilopársecs de distancia del sistema solar. Aunque su magnitud aparente es sólo de +13,45, es una de las estrellas más masivas que se conocen. El nombre de WR 20a proviene del Catalog of Galactic Wolf-Rayet Stars de K. van der Hucht.
WR 20a es la segunda estrella más masiva cuya masa ha sido medida directamente, solamente destronada recientemente por el descubrimiento de NGC 3603 A1. Es una estrella binaria cuyas componentes son dos estrellas de Wolf-Rayet de tipo espectral WN6h, con un período orbital de 3,686 días. Contrariamente a numerosas estrellas supuestamente más masivas, la masa de ambas componentes ha sido medida por velocidad radial al conocer las principales características orbitales, así como por el estudio de la curva de luz de sus eclipses, que proporciona el último parámetro que es el ángulo de inclinación del sistema. Este método es el único que permite medir directamente la masa de una estrella. Lo destacable de WR 20a es que no sólo la masa de la estrella principal es de 83 masas solares, sino que la estrella secundaria tiene una masa equivalente.